# Modafinil
Modafinil é um fármaco neurotrópico.

## Indicações
Nos Estados Unidos, o modafinil é aprovado pelo FDA para o tratamento da narcolepsia e apneia do sono. Em alguns países seu uso é aprovado também para o tratamento da sonolência diurna. Em 2010 a Agência Europeia de Medicamentos atualizou a lista de indicações do medicamento para apenas sonolência ligada a narcolepsia.

## Contraindicações
- Crianças
- Hipertensos
- Pessoas com arritmias

## Nomes comerciais

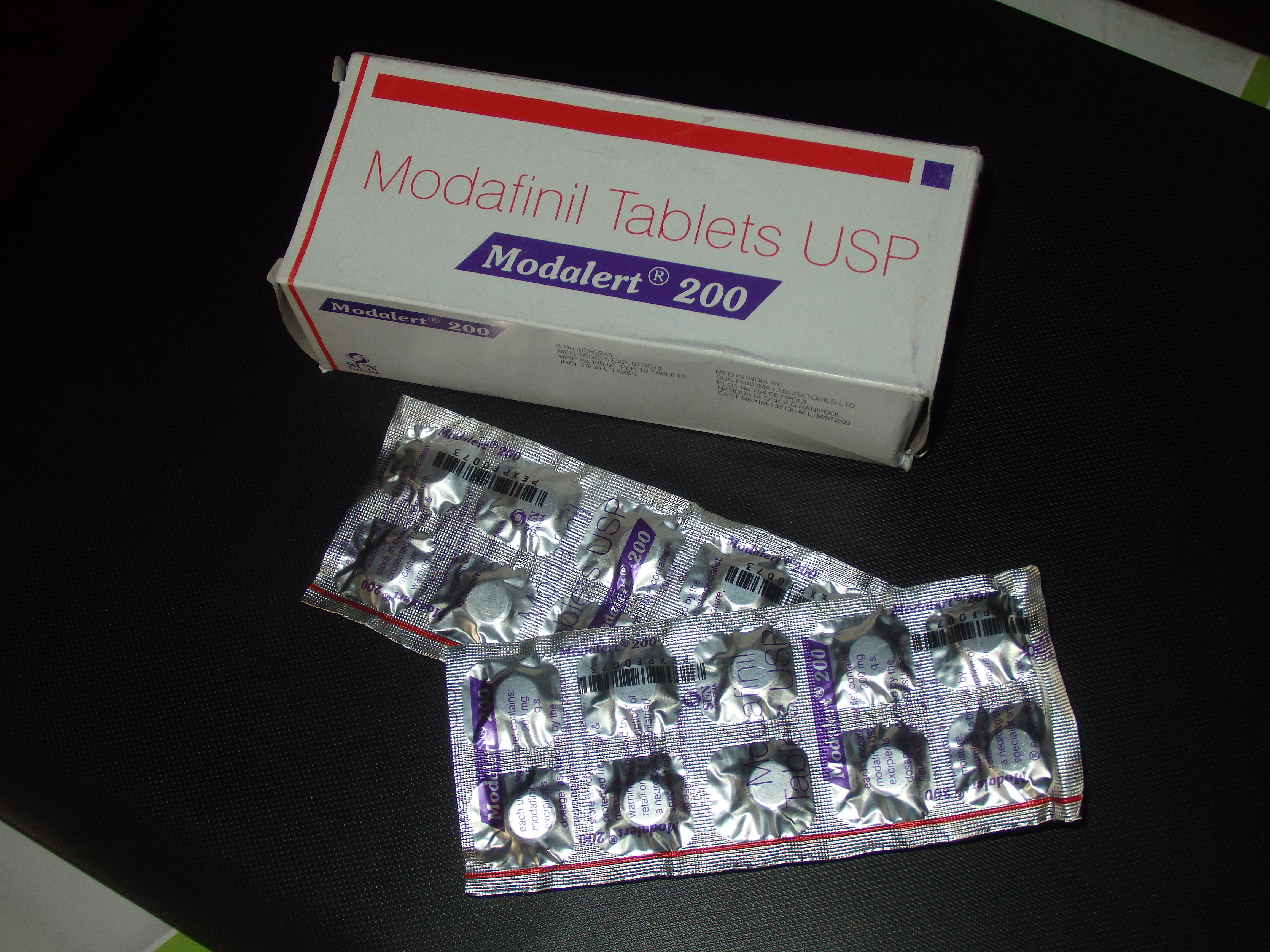
Modafinil (Modalert 200)

- Stavigile (Brasil). Veja a bula do medicamento.[2]
- Provigil (Estados Unidos, Reino Unido, Irlanda, Itália, Bélgica)
- Vigil (Alemanha)
- Modalert, Provake, Modapro, Modafil (Índia)
- Modiodal (França, México, Turquia, Grécia, Suécia, Dinamarca, Portugal, Países Baixos)
- Modavigil (Austrália)
- Alertec (Canadá)
- Vigicer (Argentina)
- Resotyl, Mentix, Alertex, Zalux (Chile)
- Modasomil (Áustria, Suíça)
- Vigia (Colômbia)